# チェンバーズ百科事典
『チェンバーズ百科事典』（チェンバーズひゃっかじてん、Chambers's Encyclopaedia）は、かつてイギリスで発行されていた百科事典である。1859年にエディンバラのW. & R.チェンバース社により創刊され、19世紀から20世紀にかけて最も重要な英語による百科事典の一つとなった。1979年に刊行を終了した。
この百科事典の最初の2つの版の制作に使われたイラストや木版画は、スコットランド国立博物館のdigital resource hosted on the ウェブサイトで見ることができる。

## チェンバーズ・インフォメーション・フォー・ザ・ピープル
チェンバース社は、百科事典を出版する以前に、1835年から『チェンバーズ・インフォメーション・フォー・ザ・ピープル』(Chambers's Information for the People)という出版物を制作していた。これは、『ペニー・サイクロペディア』(Penny Cyclopaedia)などと同様、中産階級や労働者階級を対象とした安価な事典だった。そのため、庶民が興味を持ち、自己啓発に役立つようなテーマのみを取り上げていた。また、本の外見の威厳を保つためだけにある装飾を廃した。この事業は成功し、初年度に7万部を売り上げた。初版は、番号のついた48件の「論考」と、番号のない序論"An Account of the Earth, Physical and Political"で構成されていた。1842年と1848年には2巻本の改良版が出版された。1860年にチェンバース兄弟がより大規模な百科事典の初版を出版する直前の1857年には第3版が出版された。さらに1875年と1884年には2巻の新版が出版され、いずれも第5版と呼ばれている。
1848年にアメリカのJ・B・リッピンコット社がアメリカ版の初版を発行した。アメリカ版は、出版社を変えながら、1856年に第15版が刊行され、最終的に1867年まで出版されていた。
1873年（明治6年）、日本の文部省が『チェンバーズ・インフォメーション・フォー・ザ・ピープル』の日本語への翻訳を行い、『百科全書』として出版された。この事典は「チャンブルの百科全書」とも呼ばれた。

## 初版
『チェンバーズ百科事典』の初版、"Chambers's Encyclopaedia, A Dictionary of Universal Knowledge for the People"は、ドイツの百科事典"Konversations-Lexikon"（『ブロックハウス百科事典』の前身）第10版を英語に翻訳したものをベースに制作されている。ただし、単なる英語訳ではなく、ブロックハウス版にはない4千点以上の図版を含む大量の資料が、核となるテキストに追加されている。アンドリュー・フィンドレイターが編集長代理を務め、10年の歳月をかけて完成させた。
1859年から1868年にかけて、週1回、520回に分けて発行された。1回の発行額は3/2ペンスで、八つ折りの全10巻、8320ページ、100人以上の著者による27000以上の記事が掲載された。1999年、ソンドラ・ミレー・クーニーが250人以上の著者を追跡した。第10巻には、10年の間の改訂内容が記載された409ページの付録がついていた。1874年に改訂版が出版された。記事は全般的に優れており、特にユダヤ文学、民俗学、実用科学に関するものが多い。

## その後の版
1888年から1892年にかけて、全く新しい版がデビッド・パトリックの編集により全10巻で出版された。この版では、記事の大部分が書き直された。アメリカに関する記事は主にアメリカ人が執筆し、フィラデルフィアのJ・B・リッピンコット社が現地で出版したので、リッピンコット社とチェンバーズ社はそれぞれの国で関連する著作権を主張することができた。この第2版では、初版に比べて図版は約800点減ったが、表や折り畳み式の地図など、その他の資料は増やされた。
その後、1890年代、1901年、1908年、1920年代、1935年にも新しい版が発行されている。1935年の版は、特別版の"British Universities Encyclopedia"としても発行された。いずれの版も全10巻の形式を維持している。パトリックは、1901年と1908年の版で序文を書き、1920年代と1935年の版では、既に1914年に亡くなっているにもかかわらず、編集長として記載されている。この2つの版は、実際にはウィリアム・ゲディー（1877-1967）が編集している。
アメリカでは1880年に"Library of Universal Knowledge"として出版された。これが『新国際百科事典』(New International Encyclopedia)シリーズの始まりとなった。

## ニューンズ時代
1944年、『チェンバーズ百科事典』の版権は、その10年ほど前から参考書を出版していたジョージ・ニューンズ社(George Newnes, Ltd.)が取得した。1950年、『チェンバーズ百科事典 改訂版』(Chambers's Encyclopaedia, New Edition)が全15巻で出版され、大きな反響を呼んだ。『ブリタニカ百科事典』はこの改訂版について、執筆者の大半がイギリス人であり、方向性と保守性の面でイギリス的であると評している。編集長のマーグレット・D・ローは、この百科事典を「歴史的な名前を持つ全く新しい作品」と呼び、序文で「この百科事典は主にイギリスで制作されたものであり、従って、戦後のイギリスの知的雰囲気をある程度反映しているのは間違いない。これは、民族主義的な孤立主義ではなく国際的な協力を信じ、全体主義的な概念ではなく言論・信教・情報・結社の自由を信じていることを意味している」と述べている。この百科事典は、6年の歳月と50万ポンドの費用をかけて制作され、2,300名以上の執筆者がいると発表された。大法官のジョウィット伯爵ウィリアム・ジョウィットは、この百科事典は第一次世界大戦以前にイギリスで出版された初めての大規模な百科事典であると述べた。
ニューンズ社の報告によると、この百科事典は大成功を収め、定期的に増刷が必要となるほどであり、その利益により大幅な改訂も可能となった。1961年の改訂版では、数百万語の改訂や差し替えが行われ、総ページ数の半分以上が何らかの形で変更された。この百科事典は学術的な業績として評価され、ロー編集長はその功績により大英帝国勲章(OBE)を授与された。ロー編集長は1963年に引退した。
当時の他の百科事典とは異なり、『チェンバーズ百科事典』は毎年の改訂を行わず、およそ5年の間隔で新版を発行することを試みた。1955年に新版が出版され、1961年にも新版が出版された。

## ペルガモン時代
この百科事典は、その次の版が出版された1966年にペルガモン・プレスに買収された。1966年版は、1963年以降の情報については最新のものではなかった。1973年に改訂版が発行された後、1979年版を最後に絶版となった。最終版のページ数は12,600ページ、記事数は28,000件、語数は1,450万語だった。1つの記事の平均の長さは500語強で、1ページの半分程度である。また、白黒を中心とした4,500点のイラストと416点の地図が掲載されている。短い記事を除いて全ての記事に署名がなされており、3千人の寄稿者の名前が最終巻に掲載された。1万件の相互参照と22万5千項目の見出しがある。